# VfR Simmern
Der Verein für Rasensport Simmern 1921 e.V. ist ein deutscher Sportverein mit Sitz in Simmern/Hunsrück in der Verbandsgemeinde Simmern-Rheinböllen im Rhein-Hunsrück-Kreis.

## Geschichte

### Fußball

#### Nachkriegszeit
Die erste Fußball-Mannschaft wurde zur Saison 1947/48 in die zweitklassige Landesliga Rheinland eingegliedert. Mit 8:36 Punkte erreichte die Mannschaft in dieser Saison jedoch nur den letzten Platz der Tabelle und verschwand somit schnell wieder aus der Spielklasse. Zur Saison 1951/52 stieg die Mannschaft noch einmal in die Landesliga auf, nach dieser Saison wurde die Landesliga jedoch aufgelöst und die höher platzierten Vereine in die neue Amateurliga Rheinland überführt. Der VfR schaffte diesen Schnitt jedoch nicht und musste somit danach in der 2. Amateurliga antreten.

#### Heutige Zeit
In der Saison 2003/04 spielt die erste Mannschaft in der SG Soonwald/Simmern in der Kreisliga B Kreis Hunsrück/Mosel und belegte dort mit 43 Punkten den dritten Platz. Mit 49 Punkten gelang dann am Ende der Spielzeit 2007/08 schließlich der zweite Platz, so ging es dann in der darauf folgenden Saison mit 43 Punkten in der Kreisliga A weiter. Dort gelang dann mit 43 Punkten am Ende der Saison 2008/09 der sechste Platz. Ein paar Spielzeiten später gelingt dann auch hier die Meisterschaft und der Aufstieg in die Bezirksliga. Aus der Bezirksliga ging es dann jedoch bereits in der ersten Saison mit 29 Punkten als Vorletzter wieder runter. Zurück in der Kreisliga A platziert sich die Mannschaft schließlich mit 30 Punkten auf dem neunten Platz. Zur Saison 2018/19 musst die Mannschaft dann sogar in die Kreisliga B wieder absteigen. Dort spielt die SG auch noch bis heute.

### Leichtathletik
Der für den VfR startende Dieter Weirich erlangte im Dreisprung bei den deutschen Meisterschaften im Jahr 1965 über eine Weite von 14,98 m den vierten Platz in der Endwertung.